# NAMAG

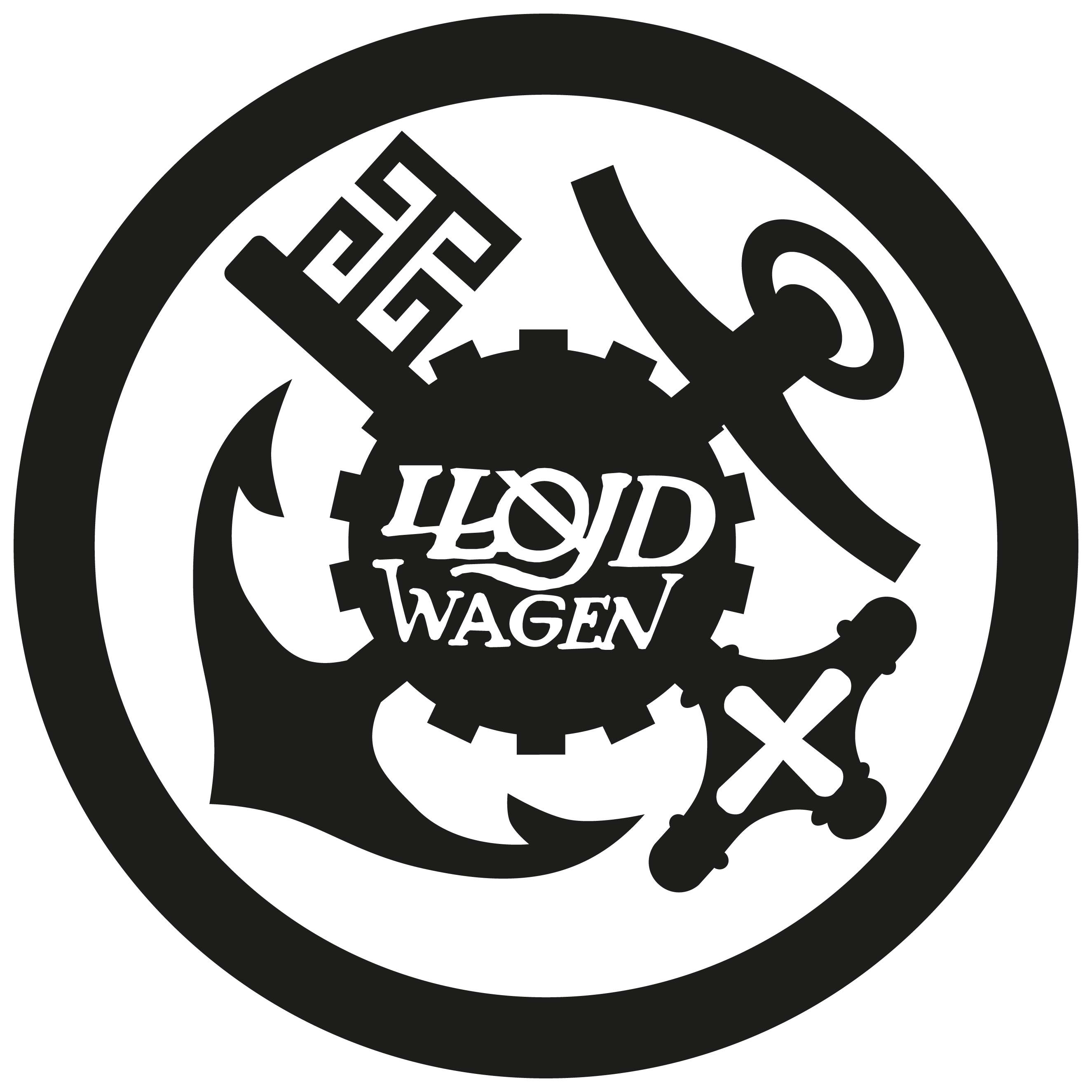
Zeichen der NAMAG-Automobile

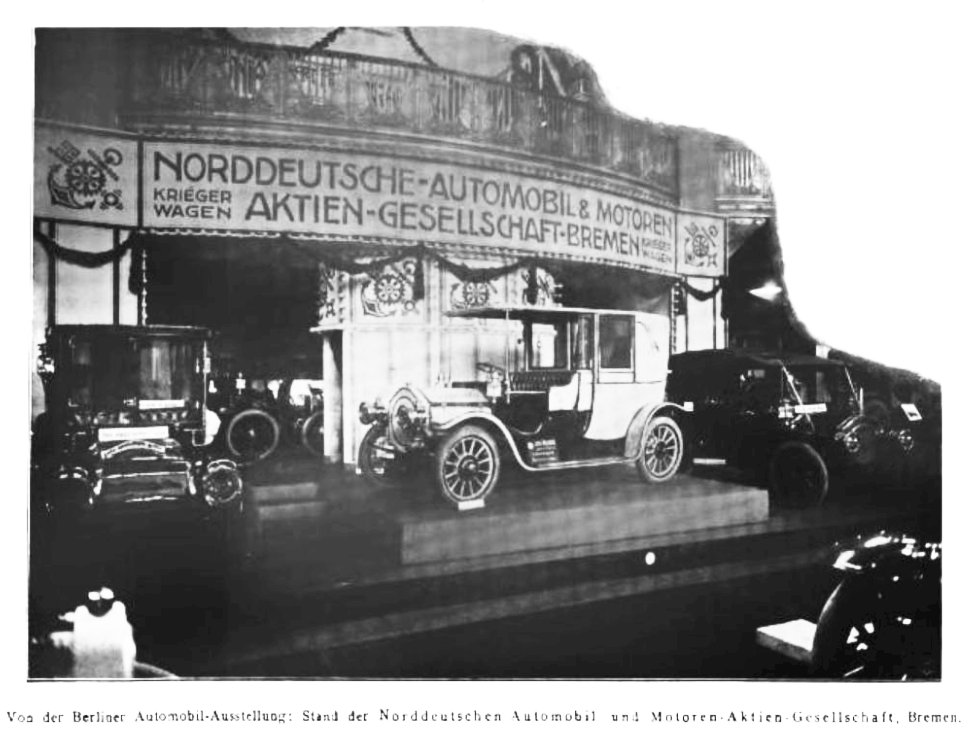
Internationale Automobil-Ausstellung Berlin 1907, Stand von NAMAG (Norddeutsche Automobil- und Motorenwerke AG)

Die NAMAG, Abkürzung für Norddeutsche Automobil- und Motorenwerke Aktiengesellschaft, war von 1906 bis 1914 ein Industriebetrieb in Bremen, der in etlichen Folgeunternehmen mit Standorten in Bremen bis in das 21. Jahrhundert fortgeführt wurde.

## Geschichte

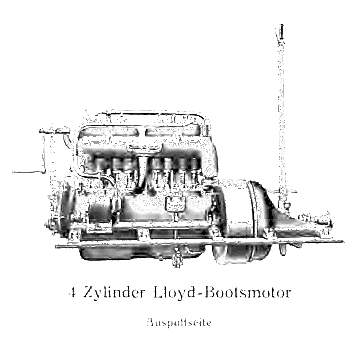
NAMAG LLoyd-Bootsmotor (1910)

Gegründet wurde die NAMAG am 15. Mai 1906, als der Schifffahrts- und Reedereikonzern Norddeutscher Lloyd die Aktivitäten zum Automobil- und Motorenbau ausgliederte und in Bremen-Hastedt ein Werk an der Föhrenstraße/Pfalzburger Straße baute. Das Werk hatte 1908 rund 60.000 Quadratmeter Betriebsfläche mit Bereichen für Elektromotorenfabrik, Karosseriefabrik, Waggon-Fabrik und Benzinmotoren. Mit 300 Arbeitern und 100 Angestellten wurden 1908 rund 300 Fahrzeuge gefertigt. Die Markennamen waren Lloyd, Lloyd-Wagen, Lloyd-Car sowie NAMAG. Hauptsächlich entstanden Nutzfahrzeuge, Lastkraftwagen und Omnibusse sowie etliche Pkw mit Elektro- und Benzinmotoren, ferner Straßenbahnen und Waggonoberteile. Zum Werk gehörte auch die Motorenfertigung der Marke Lloyd. Betriebsleiter war Sigmund Meyer, der sich in Amerika umfangreiches Fachwissen zu Elektromobilen angeeignet hatte. Von 1906 bis 1914 wurden etliche Fahrzeugtypen entwickelt, wobei der wirtschaftliche Erfolg des Unternehmens unbefriedigend war.

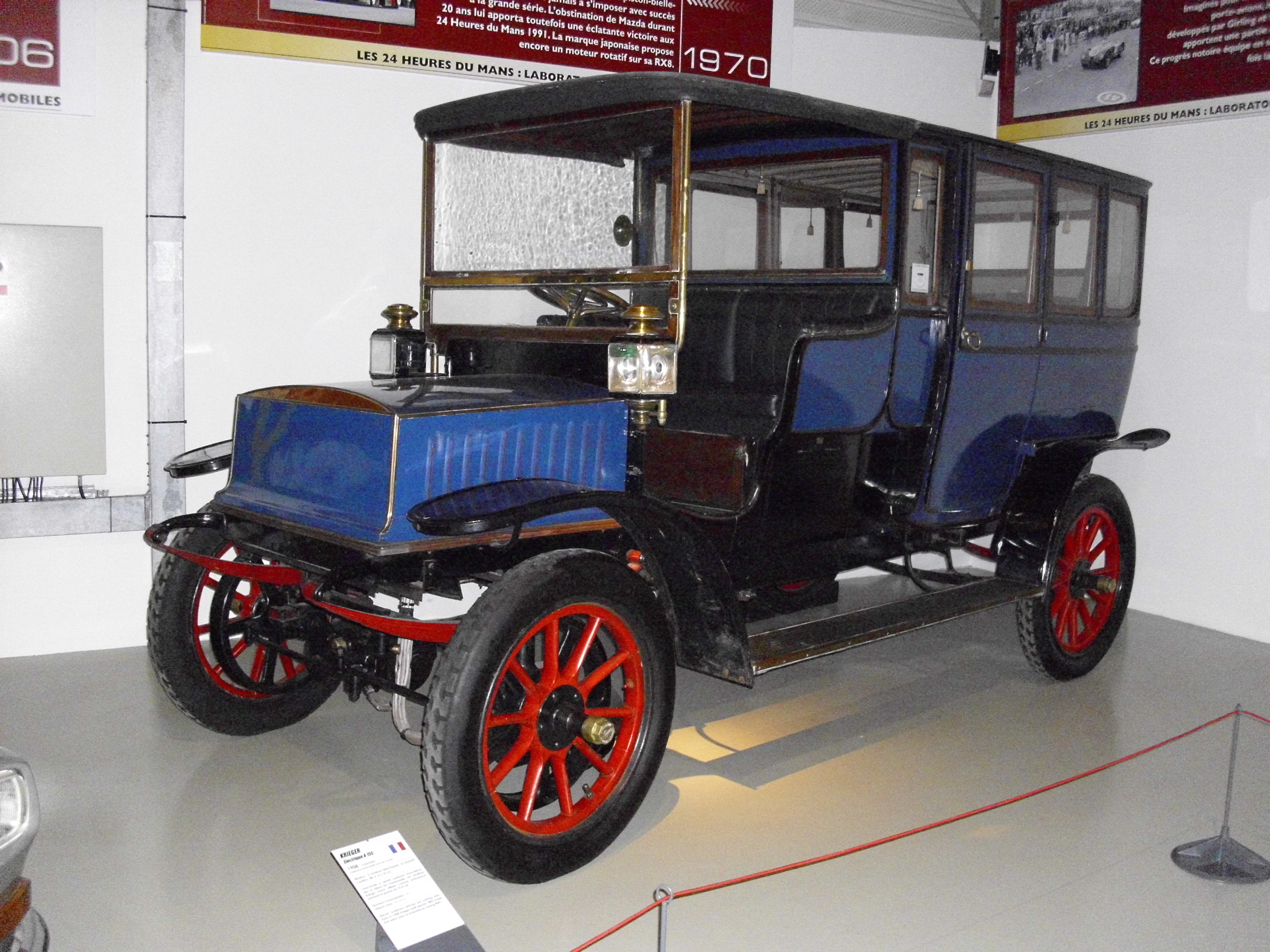
Kriéger-NAMAG-Nutzfahrzeug, ein Kriéger von 1908 mit elektrischem Frontantrieb.
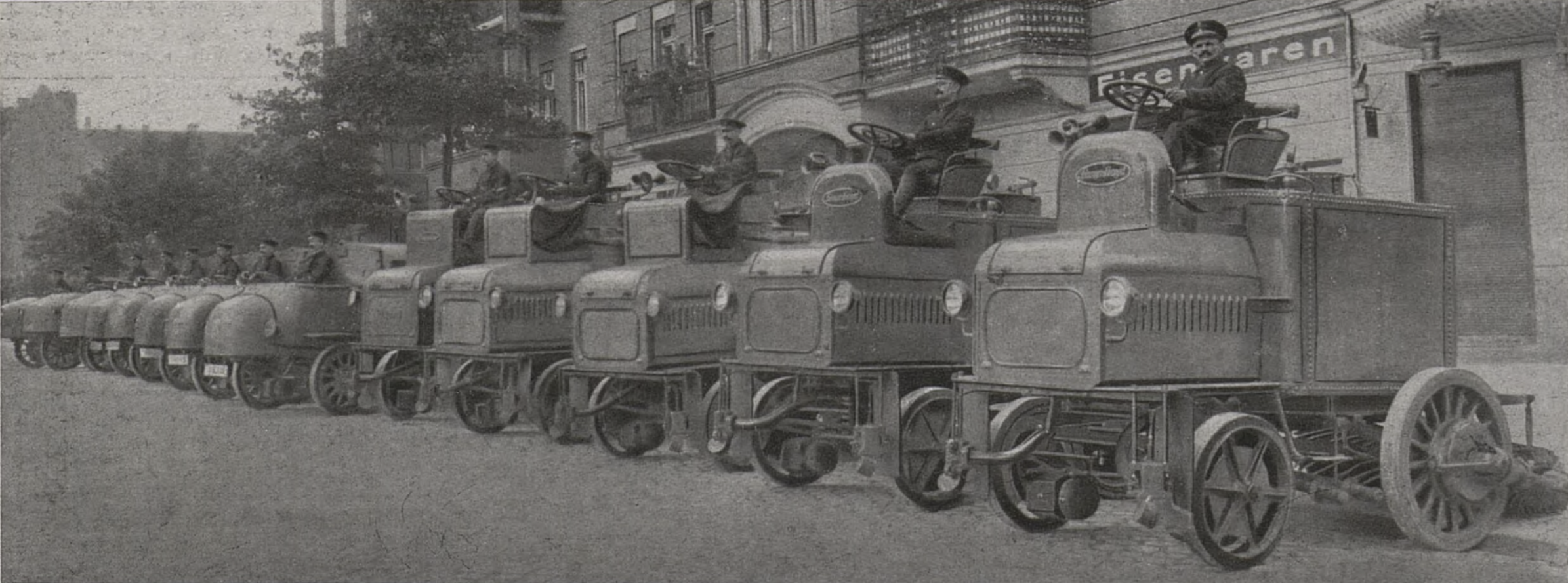
Hansa-Lloyd elektrische Straßenkehrmaschinen der Berliner Stadtreinigungsbetriebe, Charlottenburg (1916).

NAMAG baute zuerst Nutzfahrzeuge mit Elektroantrieben und hochwertige Personenwagen mit Elektroantrieb nach dem System der Compagnie Parisienne des Voitures Électriques Système Kriéger mit Vorderradantrieb. Ab 1908 kamen benzin-elektrische Hybridfahrzeuge hinzu. Die elektrisch betriebenen Postpaketfahrzeuge von NAMAG hatten eine tägliche Reichweite von rund 70 Kilometern und waren ab 1908 für mehrere Postdirektionen erfolgreich im Betrieb. Der Bau von Benzin-Lastwagen für 5 t Nutzlast entsprach den Vorgaben für Subventions-Lkw, daneben entstanden auch leichtere Typen mit 1,5 bis 3,5 Tonnen Nutzlast. Die Konstruktion mit Benzinmotoren und Kettenantrieb der Hinterachsen stammte von der Nationalen Automobil-Gesellschaft (N.A.G. Berlin) und Joseph Vollmer. Zusätzlich zum Fahrzeugbau stellte NAMAG auch Benzin-, Gas- und Elektromotoren unterschiedlicher Bauarten her. 1910 kamen Bootsmotoren mit Wendegetrieben unter der Marke Lloyd-Motor hinzu. Diese Otto-Viertaktmotoren wurden als Zweizylinder von 8 bis 24 PS und als Vierzylinder von 16 bis 45 PS gebaut und konnten mit Benzin, Petroleum sowie mit Schweröl betrieben werden. Bis 1914 wurden diese Motoren in Bremen hergestellt und vertrieben; danach übernahm Hanomag in Hannover die Sparte der Bootsmotoren.
1914 fusionierten die NAMAG und die Hansa-Automobil-Gesellschaft in Varel als Hansa-Lloyd.

## Historie der Nachfolgebetriebe
Die Umwandlungen von Firmierungen der Nachfolgebetriebe sind vielfach verschachtelt. Nachfolgend ein knapper zeitlicher Überblick mit Verweisen zu den wichtigsten Nachfolgebetrieben.
1914 Fusion NAMAG und Hansa zu Hansa-Lloyd
1914 bis 1930 (Ende durch Insolvenz Hansa-Lloyd)
1928 bis 1939 (Fusion Hansa-Lloyd und Goliath-Werke Borgward & Tecklenborg oHG)
1939 bis 1963 (Borgward Vor- und Nachkriegszeit)
Durch die Luftangriffe auf Bremen wurden die Werksgelände in Bremen-Hastedt sowie umliegende Bereiche der Pfalzburger Straße im Zweiten Weltkrieg dem Erdboden gleichgemacht.
Im Bereich Motorenbau wurde 1915 die ehemalige NAMAG-Abteilung für Dynamo- und Elektromotorenbau als Lloyd Dynamowerke AG ausgegliedert. Die AEG übernahm 1934 die Aktienmehrheit, 1960 das ganze Unternehmen, ab 1967 als AEG-Telefunken. Nach dem Konkurs der AEG gab es zahlreiche Eigentümerwechsel, kurzzeitig hatten in den 1990er Jahren sogar beide Teile der ehemaligen NAMAG wieder den gleichen Eigentümer, nämlich die Daimler-Benz AG. Die Lloyd Dynamowerke (LDW) sind seit 1999 wieder ein eigenes Unternehmen, der Standort am Hastedter Osterdeich ist seit NAMAG-Zeiten unverändert.
Nach 1945 wurde Borgward zum fünftgrößten Automobilhersteller Deutschlands und ging 1961 in Konkurs. Das 1938 gebaute Borgward-Stammwerk in Bremen-Sebaldsbrück wurde von Hanomag übernommen, ab 1969 als Hanomag-Henschel, ab 1971 Teil von Daimler-Benz, ab 1998 DaimlerChrysler AG, ab 2007 Daimler AG, seit 2022 Mercedes-Benz Group. Das um 1980 wesentlich erweiterte Werk ist heute der größte Arbeitgeber in Bremen.